# Władysławowo (obwód grodzieński)
Władysławowo (biał. Уладзіславова, Uładzisławowa; ros. Владиславово, Władisławowo) – wieś na Białorusi, w obwodzie grodzieńskim, w rejonie lidzkim, w sielsowiecie Dworzyszcze.

## Historia
Dawniej folwark. W Rzeczypospolitej Obojga Narodów leżało w województwie wileńskim, w powiecie lidzkim. Było wówczas własnością jezuicką.
W XIX i w początkach XX w. położone było w Rosji, w guberni wileńskiej, w powiecie lidzkim. Było wówczas własnością skarbową.
W dwudziestoleciu międzywojennym leżało w Polsce, w województwie nowogródzkim, w powiecie lidzkim, w gminie Żyrmuny. W 1921 miejscowość liczyła 30 mieszkańców, zamieszkałych w 6 budynkach, w tym 29 Polaków i 1 Białorusina. 29 mieszkańców było wyznania rzymskokatolickiego i 1 prawosławnego.
Po II wojnie światowej w granicach Związku Sowieckiego. Od 1991 w niepodległej Białorusi.